# Paul Fauchille
Paul Auguste Joseph Fauchille, född den 11 februari 1858 i Loos, Nord, död den 9 februari 1926, var en fransk jurist.
Fauchille är mest känd som grundare av den ledande folkrättstidskriften Revue générale de droit international public 1894 och dess förste utgivare. Bland hans övriga verk märks Trité de droit intrenational public (2 band 1921-1926), som egentligen var 8:e upplagan av Henry Bonfils Manuel de droit international public, men genomgripande reviderad.